# ديك موليغان
ديك موليغان (بالإنجليزية: Dick Mulligan)‏ هو لاعب كرة قاعدة أمريكي، ولد في 18 مارس 1918 في سوويرسفيل في الولايات المتحدة، وتوفي في 15 ديسمبر 1992 في فيكتوريا في الولايات المتحدة.

## وصلات خارجية
- ديك موليغان على موقع دوري كرة القاعدة الرئيسي (الإنجليزية)
- ديك موليغان على موقعبيزبول رفرنس.كوم (الدوري الرئيسي) (الإنجليزية)
- ديك موليغان على موقعبيزبول رفرنس.كوم (الدوري الثانوي) (الإنجليزية)